# 劉吉典
劉吉典（1919年－2014年8月24日—），作曲家，大學文化，著有《京劇音樂概論》、《劉吉典戲曲音樂作品選集》等書。
他是中華人民共和國成立后參與京劇改革，影響較大的文化人，1955年中國京劇院（現在的中國國家京劇院）成立時就參加了作曲工作，完成了許多音樂設計作品。
他的音樂設計作品有京劇現代戲《白毛女》、《紅燈記》；古裝京劇《望江亭》、《桃花扇》、《趙氏孤兒》、《西厢記》等。